# 파슈파타스트라
파슈파타스트라(IAST: Pāśupatāstra, 산스크리트어: पाशुपतास्त्र; 시바의 별명인 파슈파티)는 힌두교의 신 시바와 칼리, 아디 파라샤크티와 관련된 아스트라로, 마음, 눈, 말 또는 활로 발사할 수 있는 천상의 미사일이다.

## 설명
하급 적이나 하급 전사들에게는 절대 사용되지 않는 파슈파타스트라는 창조물을 파괴하고 모든 존재를 정복할 수 있다. 마하바라타에서는 아르주나만이, 라마야나에서는 현자 비슈바미트라, 현자 파라슈라마, 인드라지트, 그리고 라마만이 파슈파타스트라를 소유했다. 이것은 저항할 수 없는 여섯 가지 만트라묵타 무기 중 하나이다.

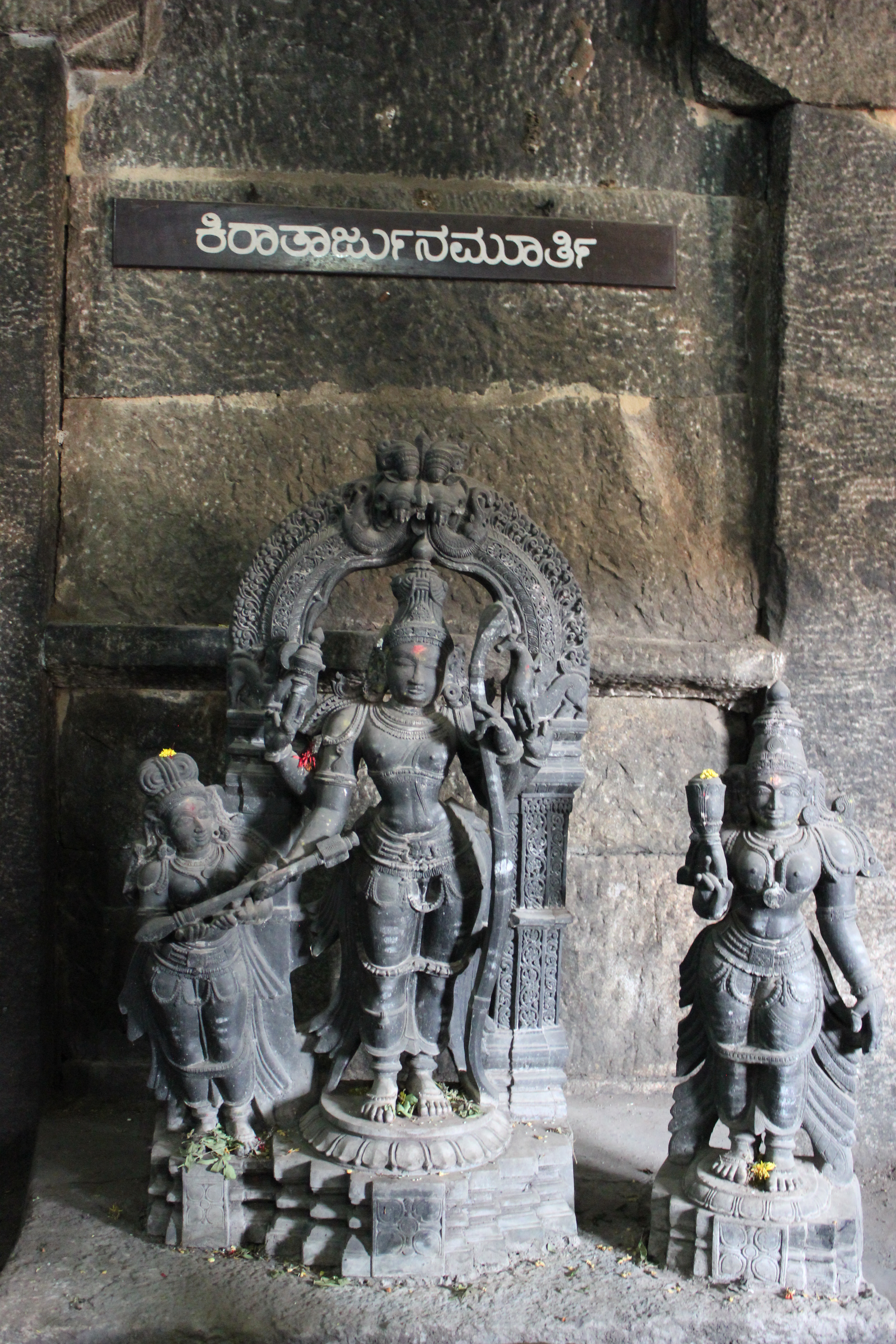
스리칸테스와라 사원, 난장구드의 무르티에 묘사된 같은 에피소드.

## 문학

### 마하바라타
칸다바 숲 전투 후, 인드라는 아르주나에게 전투에서 자신과 동등하게 싸운 보상으로 모든 무기를 주겠다고 약속했지만, 시바의 환심을 사야 한다는 조건이 붙었다. 크리슈나의 조언에 따라 이 신성한 무기를 얻기 위해 타파스야를 수행하기로 한 아르주나는 고행을 위해 형제들을 떠났다.
아르주나의 고행에 대해 알게 된 두료다나는 아수라 무카수라를 보내 아르주나를 죽이려 했다. 무카수라는 아르주나의 예배를 방해하기 위해 멧돼지 형태로 변했다. 이를 알게 된 시바는 사냥꾼의 모습으로 나타났다. 아르주나는 멧돼지에게 화살을 쏘아 죽였다. 동시에 시바(키라타로 변장한)도 활에서 화살을 쐈다. 멧돼지를 죽인 화살이 누구의 것인지에 대해 둘 사이에 다툼이 벌어졌다. 이 다툼은 화살 교환으로 이어졌고, 아르주나의 화살통이 바닥났다. 판다바는 사냥꾼의 머리를 칼로 쳤고, 칼은 산산조각 났다. 둘은 주먹을 교환했고, 아르주나는 땅에 부딪혀 정신을 잃었다.
아르주나는 곧 의식을 되찾고 마음속으로 주 시바를 숭배하기 시작했다. 그는 마음속으로 화환을 바쳤고, 고개를 들었을 때 그 화환이 키라타의 왕관 위에 있는 것을 보았다. 그때 그는 키라타가 주 시바라는 것을 깨달았고, 기쁨에 압도되어 그의 발 앞에 엎드렸다. 주 시바는 아르주나에게 만족하며 말했다, "오 팔구나, 네 힘에 필적할 자가 없으니 나는 너에게 만족한다. 용기와 인내에서 너와 동등한 크샤트리야는 없다. 오 죄 없는 자여, 네 힘과 용맹은 거의 나와 같다. 바르타족의 황소여, 나를 보라. 나의 진정한 모습을 볼 수 있는 눈을 너에게 주겠다. 의심할 여지 없이 너는 하늘에 있는 적들을 포함하여 너의 적들을 물리칠 것이다. 나는 너에게 만족했으며 저항할 수 없는 무기를 너에게 주겠다."— 마하바라타, 바나 파르바, 3장

시바와 그의 아내 파르바티는 아르주나에게 그들의 다르샨을 제공하고 파슈파타스트라를 축복했다.
파슈파타스트라는 파괴할 수 없으며 어떤 창조물도 파괴할 수 있다고 여겨지지만, 필멸자에게 사용하는 것은 금지되어 있다. 이것은 저항할 수 없는 여섯 가지 만트라묵타 무기 중 하나이다.

## 같이 보기
- 브라흐마스트라
- 나라야나스트라
- 아스트라 (신화)
- 키라타르주니야, 6세기 서사시로 아르주나의 고행을 묘사함

## 참고 자료
- Dictionary of Hindu Lore and Legend (ISBN 0-500-51088-1) by Anna Dallapiccola